# Церква святого Івана Богослова (Воскресинці)
Церква Святого Івана Богослова — греко-католицька церква у селі Воскресинці Рогатинського району Івано-Франківської області, пам'ятка архітектури місцевого значення № 867.

## Історія
Як оповідає легенда, перша церква стояла на горі, зі сторони с. Васючин, в урочищі «Гайок». Село тоді називалося Білий Камінь. Воно разом з церквою було спалене під час одного з татарських наїздів. Попередня церква Воскресення Господнього, що стояла недалеко теперішньої, на старому, вже зліквідованому цвинтарі, була збудована у 1690 р., про що свідчив напис на сволоку. У 1863 році на новому місці зведено нову дерев'яну церкву, посвячену Святому Івану Богослову. Іконостас для церкви виконав маляр Яків Панькевич. Зачинена у 1958—1989 рр. Відчинена для богослужінь у 1989 р. Церква в користуванні громади УГКЦ.

## Опис
Розташована на хребті пагорба на підвищенні, посеред сільської забудови. Дерев'яна, тридільна однобанна будівля на підмурівку. Складається з трьох прямокутних зрубів — ширшої нави, вужчих вівтаря — зі сходу та бабинця — з заходу. До вівтаря з півночі приставлена пізніше прямокутна ризниця. Вищу наву на великому у восьмерику вінчає велика шоломова баня з маківкою. На гребенях двосхилих причілкових дахів з острішками вівтаря і бабинця встановлені теж невеликі маківки. Оточує церкву піддашшя, оперте на виступи вінців зрубів. Всі стіни церкви шальовані вертикально дошками та лиштвами і завершені профільованим гзимсом. Віконні прорізи нави, східної стіни вівтаря та західної — бабинця мають півциркульне завершення, а південних і північних стін вівтаря і бабинця — прямокутне. Головний вхід у церкву влаштований в південній стіні бабинця. Всередині бабинець і вівтар перекриті трапецієвими склепіннями, нава розкрита доверху, стягнена перехресним сволоком на рівні восьмерика. Вузькі хори, розташовані при західній стіні бабинця, розширені після відкриття церкви у 1989 р. Тоді ж стіни церкви оббиті ДСП і розмальовані сюжетними і орнаментальними композиціями, а також поновлене малювання чотириярусного іконостаса дугової побудови.
На південний захід від церкви розташована стовпова, двоярусна, квадратова у плані дзвіниця. Нижній ярус її шальований вертикально дошками і відділений від низького верхнього, в шалівці якого прорізані голосникові отвори, великим піддашшям. Вкрита дзвіниця великим пірамідальним наметовим дахом.